# Shades Of...
 (mai 2012).
Si vous disposez d'ouvrages ou d'articles de référence ou si vous connaissez des sites web de qualité traitant du thème abordé ici, merci de compléter l'article en donnant les références utiles à sa vérifiabilité et en les liant à la section « Notes et références ».
Albums de Shape of Despair
Promo tape
(1998) Angels of Distress
(2001)
Shades Of... est le premier album studio du groupe de Funeral doom metal finlandais Shape of Despair. L'album est sorti en 2000 sous le label Spinefarm Records.
Par rapport aux autres albums de Shape of Despair, le son de la guitare est sur cet opus globalement plus présent et davantage mis en avant.

## Liste des morceaux
1. ...In the Mist – 13:41
2. Woundheir – 10:43
3. Shadowed Dreams – 11:11
4. Down Into the Stream – 8:19
5. Sylvan-Night – 12:59